# Néo-féodalité
Le néo-féodalisme, aussi appelé nouveau féodalisme ou techno-féodalisme désigne une renaissance contemporaine de politiques de gouvernance, d'économie et de vie publique qui rappellent celles présentes dans de nombreuses sociétés féodales, telles que l'inégalité des droits et des protections juridiques pour les gens ordinaires et pour la noblesse.
Le concept de « néo-féodalisme » peut se concentrer sur l'économie. Parmi les problèmes associés à l'idée de néo-féodalisme dans la société contemporaine, il y a la stratification des classes, la mondialisation, la politique étrangère néoconservatrice, les sociétés multinationales et le « néo-corporatisme ».

## Usage et étymologie
Au début, le terme était utilisé à la fois comme une critique de la gauche et de la droite politique.
John Kenneth Galbraith est un des premiers à employer le terme de « néo-féodalisme », dans son ouvrage L'Ère de l'opulence publié en 1958. Cela désignait pour lui une politique approfondissant la stratification sociale entre riches et pauvres.
D'autre part, Jürgen Habermas a utilisé le terme Refeudalisierung ("reféodalisation") dans son livre The Structural Transformation of the Public Sphere en 1962 pour critiquer la privatisation de la sphère publique issue des Lumières sous l'effet de la publicité et de la consommation de masse. Sans parler du «néo-féodalisme» en tant que tel, les commentateurs ultérieurs ont noté que ces idées sont similaires à l'idée du néo-féodalisme. De même, en 1992, Immanuel Wallerstein a exprimé des vues sur le développement mondial, énumérant le néo-féodalisme parmi trois autres variantes. Par néo-féodalisme, Wallerstein faisait référence aux régions d'autarcie avec une hiérarchie localisée et des biens de haute technologie disponibles uniquement pour l'élite.

L'économiste Cédric Durand, professeur à l'Université de Genève, utilise plutôt le terme de techno-féodalisme pour désigner ce qui sera, selon lui, la prochaine étape du capitalisme : « À l'époque féodale, il s'agissait de contrôler la terre; aujourd'hui il s'agit de contrôler les données et les capacités de traitement de celles-ci. »: 

« Dans le capitalisme techno-féodal, les entrepreneurs de la Silicon Valley investissent massivement non pas pour produire de tels biens et services, mais pour bâtir des infrastructures informationnelles, des moyens de coordination et d'organisation. Elles ordonnent la rencontre de l'offre et de la demande, elles permettent, par l'analyse des données, d’anticiper les comportements des individus, etc. Et elles se rendent indispensables aux entreprises classiques pour organiser leur activité. La course au contrôle remplace donc la course à la production. Au lieu de viser un profit sur des produits, on cherche, comme les seigneurs d’autrefois, à contrôler l’activité sociale pour prélever de la rente. »

 À partir de 2021, Yánis Varoufákis reprend ce terme et le popularise notamment en 2023 dans son livre Technofeudalism: what killed capitalism.

## Gouvernance privatisée
Selon Les Johnston, l'approche théorique du néo-féodalisme de Clifford Shearing a été influente. Shearing «utilise ce terme dans un sens limité pour attirer l'attention sur l'émergence de domaines de propriété privée de masse qui sont« fermés »de diverses manières»,.
Lucia Zedner répond que cette utilisation du néo-féodalisme a une portée trop limitée; La comparaison de Shearing n'établit pas suffisamment de parallèles avec la gouvernance antérieure. Zedner préfère des approbations plus définitives.
Le néo-féodalisme implique un ordre défini par des intérêts commerciaux et administré dans de vastes zones, selon Bruce Baker, qui soutient que cela ne décrit pas pleinement l'étendue de la coopération entre les services de police étatiques et non étatiques. L'importance de la comparaison avec le féodalisme, pour Randy Lippert et Daniel O'Connor, est que les entreprises ont un pouvoir similaire à celui des États. De même, Sighard Neckel a soutenu que la montée en puissance du capitalisme basé sur les marchés financiers à la fin du XXe siècle a représenté une «re-féodalisation » de l'économie.
L'élargissement de l'écart de richesse, étant donné que les personnes pauvres et marginalisées sont exclues de la fourniture de sécurité par l'État, peut entraîner un néo-féodalisme, affirme Marina Caparini, qui dit que cela s'est déjà produit en Afrique du Sud. Le néo-féodalisme est rendu possible par la marchandisation de la police et signifie la fin de la citoyenneté partagée, dit Ian Loader. L'une des principales caractéristiques du néo-féodalisme est que la vie publique des individus est de plus en plus gouvernée par des sociétés commerciales, comme le constate Martha K. Huggins.
John Braithwaite note que le néo-féodalisme apporte une approche différente de la gouvernance puisque les sociétés commerciales, en particulier, ont ce besoin spécifique de réduction des pertes.

## Dans la culture populaire
Dans le sillage de la crise financière de 2008, le milliardaire technologique basé à Seattle, Nick Hanauer (en), a déclaré clairement que « notre pays [les États-Unis] est en train de basculer d'une société capitaliste à une société féodale ».
Des idées similaires se retrouvent dans certaines fictions anglophones. Par exemple, dans la série de romans Dune de Frank Herbert, l'histoire se déroule dans un avenir lointain avec un empire galactique néo-féodaliste, connu sous le nom d'Imperium après le Jihad butlérien, et qui interdit toutes sortes de technologies similaires aux ordinateurs et aux machines pensantes, même sous  ses formes les plus simples.

## Voir également
- Féodalisme
- Néo-tribalisme
- Néo-réactionnaire
- Anarcho-capitalisme